# Svetlana Gomboyeva
Svetlana Vadímova Gomboyeva (en ruso: Светлана Вадимовна Гомбоева; Ust Ordynski, 8 de junio de 1998) es una deportista rusa que compite en tiro con arco, en la modalidad de arco recurvo.
Participó en los Juegos Olímpicos de Tokio 2020, obteniendo una medalla de plata en la prueba por equipo (junto con Yelena Osipova y Xeniya Perova). Ganó una medalla de oro en el Campeonato Europeo de Tiro con Arco al Aire Libre de 2021, en la misma prueba.

## Palmarés internacional
| Juegos Olímpicos                 | Juegos Olímpicos  | Juegos Olímpicos | Juegos Olímpicos |
| Año                              | Lugar             | Medalla          | Prueba           |
| -------------------------------- | ----------------- | ---------------- | ---------------- |
| 2020                             | Tokio (Japón)     | Medalla de plata | Equipo           |
| Campeonato Europeo al Aire Libre |                   |                  |                  |
| Año                              | Lugar             | Medalla          | Prueba           |
| 2021                             | Antalya (Turquía) | Medalla de oro   | Equipo           |